# Thế vận hội Mùa đông 1928
Thế vận hội Mùa đông 1928, tên chính thức là Thế vận hội Mùa đông thứ II, là một sự kiện thể thao mùa đông tổ chức từ ngày 11-19 tháng 2 năm 1928 tại St. Moritz, Thụy Sĩ. Thế vận hội Mùa đông 1928 là Thế vận hội Mùa đông đầu tiên tổ chức riêng mà không phải là kết hợp với Thế vận hội Mùa hè. Thế vận hội Mùa đông 1924 được đặt tên là Thế vận hội Mùa đông đầu tiên nhằm kỉ niệm nhưng thực ra sự kiện năm 1924 là một phần của Thế vận hội Mùa hè 1924. Các nội dung Mùa đông của Thế vận hội của các môn thể thao mùa đông trước đó đều thuộc một phần của Thế vận hội Mùa hè, chứ không được tổ chức riêng. Thế vận hội Mùa đông này cũng thay thế Cuộc thi Nordic, tổ chức bốn năm một lần.
Điều kiện thời tiết thất thường là một điều đáng nhớ tại kỳ Thế vận hội này. Lễ khai mạc được tổ chức trong cơn bão tuyết. Ngược lại, phần lớn các sự kiện còn lại gặp phải thời tiết ấm áp, một sự kiện đã phải hủy bỏ do thời tiết lên tới 25 °C (77 °F).

## Các quốc gia tham dự
25 quốc gia gửi vận động viên tới tham dự, tăng so với con số 16 quốc gia năm 1924.  Những quốc gia tham dự Olympic Mùa đông lần đầu bao gồm" Argentina (quốc gia đầu tiên từ Cực nam tới tham dự), Estonia, Đức, Nhật Bản, Litva, Luxembourg, México, Hà Lan, và România.
| - Argentina (ARG) - Áo (AUT) - Bỉ (BEL) - Canada (CAN) - Tiệp Khắc (TCH) - Estonia (EST) - Phần Lan (FIN) - Pháp (FRA) - Đức (GER) |  | - Anh Quốc (GBR) - Hungary (HUN) - Ý (ITA) - Nhật Bản (JPN) - Latvia (LAT) - Litva (LTU) - Luxembourg (LUX) - México (MEX) |  | - Hà Lan (NED) - Na Uy (NOR) - Ba Lan (POL) - România (ROU) - Thụy Điển (SWE) - Thụy Sĩ (SUI) - Hoa Kỳ (USA) - Nam Tư (YUG) |

## Tổng sắp huy chương
| 1 | Na Uy (NOR)             | 6 | 4 | 5 | 15 |
| 2 | Hoa Kỳ (USA)            | 2 | 2 | 2 | 6  |
| 3 | Thụy Điển (SWE)         | 2 | 2 | 1 | 5  |
| 4 | Phần Lan (FIN)          | 2 | 1 | 1 | 4  |
| 5 | Canada (CAN)            | 1 | 0 | 0 | 1  |
| 5 | Pháp (FRA)              | 1 | 0 | 0 | 1  |
| 7 | Áo (AUT)                | 0 | 3 | 1 | 4  |
| 8 | Bỉ (BEL)                | 0 | 0 | 1 | 1  |
| 8 | Tiệp Khắc (TCH)         | 0 | 0 | 1 | 1  |
| 8 | Đức (GER)               | 0 | 0 | 1 | 1  |
| 8 | Anh Quốc (GBR)          | 0 | 0 | 1 | 1  |
| 8 | Thụy Sĩ (SUI) (chủ nhà) | 0 | 0 | 1 | 1  |

## Liên kết
- "St Moritz 1928". Olympic.org. Ủy ban Olympic Quốc tế.
- The program of the 1928 St. Moritz Winter Olympics Lưu trữ ngày 5 tháng 7 năm 2008 tại Wayback Machine